# آل الحيد (الحد)

تعديل مصدري - تعديل

ال الحيد هي إحدى قرى عزلة الحد بمديرية الحد التابعة لمحافظة لحج، بلغ تعداد سكانها 624 نسمة حسب تعداد اليمن لعام 2004.